# 도야지둥그러죽은골
도야지둥그러죽은골은 대한민국에서 이름이 긴 지명으로 알려진 곳이며, 대전광역시 유성구 학하동에 위치하고 있는 9글자의 지명이다. 하지만 이곳이 학하동에 있다는 사실만 알려졌을 뿐 현재까지 이곳이 정확히 어디에 위치해있는지는 아직까지 불명이다.

## 의미
도야지둥그러죽은골이라는 지명은 골짜기가 너무 험해 돼지가 굴러서 죽은 골짜기라는 뜻으로 붙인 이름이다.
이 지명은 현재 가장 긴 안돌이지돌이다래미한숨바우라는 지명이 알려지기 이전에 가장 긴 지명으로 알려졌었다.

## 같이 보기
- 긴 한국어 낱말